# Коати
Коати (лат. Nasua narica) — млекопитающее из рода носух семейства енотовых.
Название «коати» происходит из одного местного индейского языка.
Распространена в Белизе, Колумбии (залив Ураба), Коста-Рике, Сальвадоре, Гватемале, Гондурасе, Мексике (кроме Нижней Калифорнии), Никарагуа, Панаме, США (южная Аризона и юго-западный Нью-Мексико).
Занесена в Приложение III CITES в Гондурасе. В Нью-Мексико коати охраняется законом как находящаяся под угрозой исчезновения. Тем не менее, в Аризоне, где обитает большая часть носух США, коати круглый год являются объектом охоты.
Выделяют 4 подвида коати (Nasua narica):
- N. narica narica
- N. narica molaris
- N. narica nelsoni — носуха Нельсона  , обитает на острове Косумель в Юкатанском проливе[4]. Ранее считалась отдельным видом (Nasua nelsoni) и была занесена в Международную Красную книгу как вымирающий вид (Endangered)[2].
- N. narica yucatanica